# Give Thankx
Give Thankx è un album in studio del cantante reggae giamaicano Jimmy Cliff, pubblicato nel 1978.

## Tracce
1. Bongo Man – 5:03
2. Stand Up and Fight Back – 3:16
3. She Is a Woman – 4:08
4. You Left Me Standing by the Door – 3:21
5. Footprints – 3:57
6. Meeting in Afrika – 3:37
7. Wanted Man – 3:41
8. Lonely Streets – 4:21
9. Love I Need – 3:36
10. Universal Love (Beyond the Boundaries) – 4:10